# 178603 Pinkine
178603 Pinkine este o planetă minoră (asteroid) din centura de asteroizi. A fost descoperită pe 5 februarie 2000 la Observatorul Național Kitt Peak de Marc Buie⁠(d). 
Obiectul prezintă o orbită caracterizată de o semiaxă mare de 2,3981621117849 UAi, o excentricitate de 0,22581201965795, o înclinație de 1,2188180995576 ° în raport cu ecliptica.